# Prix Yves-Sauvageau
Pour un article plus général, voir Association des auteures et auteurs des Cantons de l’Est.
Le prix Yves-Sauvageau est un prix littéraire québécois créé dans le but d’encourager les auteurs de l’Estrie à écrire des œuvres pour le théâtre. Il est remis par l'Association des auteurs et des auteures des Cantons de l’Est, maintenant connue sous le nom d'Association des auteures et auteurs de l'Estrie. Il honore la mémoire d'Yves Sauvageau, comédien et dramaturge originaire de Waterloo, mort prématurément à l'âge de 24 ans,.

## Historique
Ce prix a été créé en 1983 par le Théâtre Entre chien et loup. Il a par la suite été géré par l'Association des auteurs et des auteures des Cantons de l’Est. La dernière remise de ce prix date de 1991.

## Lauréats
- 1984 - André Forest - Le Serviteur
- 1985 - Jean-Benoît Nadeau - Graziella
- 1986 - Jean-Benoît Nadeau - La Maladie du bonheur
- 1987 - Katia Grenier - Iphigénie ou l'Art d'être femme-enfant au cœur de la baleine
- 1988 - Aucun lauréat
- 1989 - Patrick Quintal - Kraken, conte à la dérive
- 1990 - Chantal Cadieux - Parfums divers
- 1991 - Chantal Cadieux - Urgent besoin d'intimité